# Ermitage de Fourche
L’ermitage de Fourche, parfois Fourches-en-Gâtinais, est un édifice en ruines situé au Vaudoué, en France, en bordure de la forêt de Fontainebleau. Faisant autrefois partie de la commanderie templière du même nom, son vestige principal en est la chapelle Saint-Blaise. Les restes sont inscrits aux monuments historiques depuis 1926.

## Situation et accès
L'édifice est situé dans le bois de Fourche — un massif connecté à la forêt de Fontainebleau —, au sud du village du Vaudoué. Plus largement, il se trouve dans le département de Seine-et-Marne, en région Île-de-France.

## Histoire
L'origine de ce domaine n'est pas connue, on peut le dater du XIIe siècle,. Au XVIe siècle, on s'y réfère par l'hôpital de Fourche qui dépend alors de la paroisse du Vaudoué. Il consiste en une maison avec chapelle dédiée à saint Blaise, et dont les terres, au nombre de plus de 500 arpents, tiennent à celles de la seigneurie de Maurepart, sauf une partie qui se trouve dans la vallée de Chanlay. Le commandeur y a toute justice, haute, moyenne et basse, dans l'étendue de son domaine. Au début XVIIe siècle, la maison est en ruine et n'est pas rétablie. Jean de Midorge, commandeur de Beauvais, permet en 1621, à un frère ermite, Julien Bardenne, de l'Ordre de Saint-Antoine, d'élever près de la chapelle encore en place, une petite maison pour s'y retirer. Par la convention qu'ils établissent entre eux, l'ermite doit jouir de toutes les aumônes et oblations de la chapelle, à la charge d'y faire dire une messe chaque année, le jour de la Saint-Blaise, et sans qu'il puisse revendiquer un droit de propriété sur celle-ci. À sa mort, elle doit ainsi revenir à la disposition du commandeur. Les terres de Fourche et de Bouys réunies sont, avec les droits de justice et de seigneurie, affermées en 1640, 790 livres, et en 1757, 1 020 livres, plus la charge de faire dire une messe tous les jeudis dans la chapelle. Il ne subsiste de l'édifice que la chapelle, dont les voûtes se sont effondrées, et la cave d'un des bâtiments disparus.
Le terrain, en proie à la végétation au moment de sa redécouverte, est réhabilité à partir des années 1970 par le Centre de recherche et de documentation médiévales et archéologiques (CRDMA), une association de Saint-Mammès qui en devient propriétaire et qui ressuscite l'endroit grâce à Claude-Clément Perrot et d'autres bénévoles,. Depuis, l'édifice étant à l'air libre, un entretien constant est nécessaire. Certains des éléments sont restaurés ou reconstitués : c'est le cas du reclusoir, de la croix sur l'emplacement du cimetière, de pierres tombales, de la cuvette de la chapelle et de la statue de la Vierge en majesté (réalisation de la vice-présidente du CRDMA, Katy Peureau). La chapelle accueille des manifestations au XXIe siècle, comme en 20 juin 2019 où sont organisés une exposition de peintures et une conférence sur les Templiers avec un don d'un euro symbolique demandé pour sa restauration. Nécessitant consolidation des joints et des parties hautes, l'association essaie de faire figurer le site au Loto du patrimoine et de s'adresser à la Fondation pour la sauvegarde de l'art français, mais en vain. Les travaux, approuvés par le service territorial de l'Architecture et du Patrimoine et estimés à 33 000 euros, sont alors conditionnés par une cagnotte ouverte en 2021 avec une relance en 2023.

## Statut patrimonial et juridique
Les restes de l’ermitage font l'objet d'une inscription au titre des monuments historiques par arrêté du 14 avril 1926, en tant que propriété privée.

## Représentations culturelles
En 2006, le site devient l'un des lieux de tournages du film Molière de Laurent Tirard, sorti l'année suivante.